# Тридесет девета изложба УЛУС-а (1965)
Тридесет девета изложба УЛУС-а одржала се у Београду 1965. године. Изложба је приказана је у галеријском простору Удружења ликовних уметника Србије односно у Уметничком павиљону "Цвијета Зузорић". Плакат изложбе и насловну страну каталога израдио је Миодраг Вујачић. Радови који су приказани на овој изложби обухватили су три теме:
- Београд
- Човек и земља
- Светови маште

## Уметнички савет

### Сликарство
- Мома Марковић, председник
- Ђорђе Бошан
- Лазар Вујаклија
- Ђорђе Илић
- Драган Лубарда
- Раденко Мишевић
- Бранко Протић

### Вајарство
- Стеван Боднаров, председник
- Милан Верговић
- Матија Вуковић
- Анте Гржетић
- Олга Јеврић

### Графика
- Божидар Џмерковић, предсеник
- Бранко Миљуш
- Миодраг Рогић

## Излагачи
1. Михаил Беренђија
2. Славољуб Богојевић
3. Војтех Братуша
4. Миодраг Вујачић
5. Милош Гвозденовић
6. Никола Граовац
7. Мило Димитријевић
8. Заре Ђорђевић
9. Бошко Илачевић
10. Александар Јермић-Цибе
11. Светозар Јовановић-Заре
12. Александар Јовановић
13. Гордана Јовановић
14. Божидар Ковачевић
15. Чедомир Крстић
16. Здравко Мандић
17. Мирјана Николић-Пећинар
18. Јефто Перић
19. Миодраг Петровић
20. Милорад Пешић
21. Татјана Поздњаков
22. Божидар Продановић
23. Мирослав Протић
24. Благота Радовић
25. Бошко Рисимовић-Рисим
26. Габор Силађи
27. Бранко Станковић
28. Рафаило Талви
29. Вањек Тивидар
30. Војислав Тодорић
31. Дмитар Тривић
32. Иван Цветко
33. Томислав Шебековић
34. Александар Шиверт
35. Кемал Ширбеговић
36. Абрамовић Анте
37. Даница Антић
38. Никола Антов
39. Момчило Антоновић
40. Милан Бесарабић
41. Бранислав Вељковић
42. Олга Богдановић-Милуновић
43. Драгиња Влашић
44. Душан Гаковић
45. Радоман Гашић
46. Савица Дамјановић
47. Милорад Дамњановић
48. Емир Драгуљ
49. Стеван Дукић
50. Милан Ђокић
51. Душица Ђорђевић-Идис
52. Јован Ервачиновић
53. Богољуб Ивковић
54. Ксенија Илијевић
55. Љубодраг Јанковић
56. Вера Јосифовић
57. Даница Кокановић
58. Љубомир Кокотовић
59. Антон Краљић
60. Чедомир Крстић
61. Божидар Лазаревић
62. Александар Луковић
63. Зоран Мандић
64. Бранко Манојловић
65. Мира Марковић-Сандић
66. Милун Митровић
67. Раденко Мишевић
68. Миливоје Новаковић
69. Божидар Обрадовић
70. Милан Перишић
71. Владета Петрић
72. Јелена Петровић
73. Татјана Поздњаков
74. Гордана Поповић
75. Мирко Почуча
76. Мирослав Протић
77. Миодраг Рогић
78. Сава Сандић
79. Милица Стевановић
80. Тодор Стевановић
81. Мирко Стефановић
82. Вањек Тивадар
83. Халил Тиквеша
84. Олга Тиран
85. Стојан Трумић
86. Глигор Чемерски
87. Катица Чешљар
88. Мила Џокић
89. Зухо Џумхур
90. Томислав Шебековић
91. Борис Анастасијевић
92. Милош Бајић
93. Маринко Бензон
94. Славољуб Богојевић
95. Милан Божовић
96. Коста Брадић
97. Филип Буловић
98. Душко Вијатов
99. Лазар Вујаклија
100. Гага Вуковић
101. Миливој Елим-Грујић
102. Властимир Дискић
103. Миодраг Живковић
104. Оља Ивањицки
105. Јелена Јовановић
106. Милош Јовановић
107. Мира Јуришић
108. Томислав Каузларић
109. Десанка Керечки
110. Момчило Крковић
111. Богдан Кршић
112. Мома Марковић
113. Вукосава Мијатовић
114. Бранимир Минић
115. Велизар Михић
116. Миша Младеновић
117. Миодраг Нагорни
118. Милија Нешић
119. Миливој Николајевић
120. Бранко Омчикус
121. Чедомир Павловић
122. Живка Пајић
123. Стојан Пачов
124. Бошко Петровић
125. Градимир Петровић
126. Зоран Петровић
127. Миодраг Петровић
128. Слободан Петровић
129. Милан Поповић
130. Бранислав Протић
131. Ратимир Руварац
132. Маријан Савиншек
133. Слободан Сотиров
134. Бранко Станковић
135. Милан Станојев
136. Еуард Степанчић
137. Тања Тарановска
138. Владислав Тодоровић
139. Милош Ћирић
140. Бранко Филиповић
141. Славољуб Чворовић